# قزغة (مقاطعة ديواندرة)
قزغة (بالفارسية: قزگه) هي قرية تقع في قسم قراتورة الريفي (مقاطعة ديواندرة) في إيران. يقدر عدد سكانها بـ 151 نسمة بحسب إحصاء 2016.